# Арутюнян-Сарьян Араксі Арцрунівна
Араксі Аркрунівна Сарьян (Арутюнян) (17 серпня 1937, Ленінакан (нині — Ґюмрі) — 26 вересня 2013, Єреван) — заслужена діячка мистецтв Республіки Вірменія, кандидатка мистецтвознавства, професорка Єреванської консерваторії імені Комітаса.

## Походження та навчання
Народилася в родині артиста, директора Ленінаканського драматичного театру Арцруна Арутюняна (1910—1994).
Навчалася в середній школі імені Пушкіна в Ленінакані (закінчила із медаллю), а також в музичному училищі імені Кара-Мурзи (диплом з відзнакою).
У 1955 році вступила до Єреванського державного медичного інституту. Закінчивши з відмінними оцінками перший курс вона перейшла на другий, але залишила інститут, вступивши на історико-теоретичне відділення Єреванської консерваторії імені Комітаса.
Після закінчення консерваторії, в 1962 році стала аспіранткою Інституту археології та етнографії при Академії наук Вірменської РСР, під керівництвом видатного музикознавця Роберта Атаяна. У 1965 році вона працювала молодшим науковим співробітником в тому ж інституті.
У 1969 році захистила дисертацію на тему «Вірменська міська народна піснетворчість (XIX—XX ст.)» та отримала науковий ступінь кандидата мистецтвознавства.

## Діяльність
- Наукова — дослідження, монографії, автор книг, редактор та перекладач
- Доповіді на конференціях
- Вступне слово на концертах
- Радіо — і телепередачі
- Статті, рецензії у союзній та республіканській пресі, в журналах та газетах

### Педагогічна діяльність
Ще будучи студенткою консерваторії працювала одночасно в середніх музичних школах імені Т. Чухаджяна та П. Чайковського педагогом з музичної літератури, а також музичним редактором у державному радіокомітеті.
Одна з перших лекторок Філармонії школяра.
Була активною учасницею багатьох заходів товариства «Знання».
З 1968 року до кінця життя викладала в Єреванській державної консерваторії ім. Комітаса. Вона вела курси історії музики. З 1995 року очолювала кафедру історії музики.
З 1966 року — член Спілки композиторів Вірменії, була головою секції музикознавства.
З 2004 року була головою комісії з присудження музичних Державних премій Республіки Вірменія.

## Монографії
- «Вірменська міська народна піснетворчість (19 — 20 ст.)» («Հայ քաղաքային ժողովրդական երգարվեստը»). Редактор Р. Атаян. «Етнографія і фольклор», 4-й том (стор. 85 — 174). Єреван, вид. АН Вірм РСР, 1973
- «Медея Абрамян» (у співавторстві з А. Барсамян) («Մեդեա Աբրահամյան»). Ред. З. Тер-Казарян, Єреван, вид. «Арчеш» , 2000
- «Сирвард Гараманук. Життя, осмислена музикою» («Սիրվարդ Գարամանուկ: Երաժշտությամբ իմաստավորված կյանք»). Ред. Р. Бахчинян. Єреван, вид. Музею літератури і мистецтва, 2007
- «Татул Алтунян та вірменська пісня і танець» («Թաթուլ Ալթունյանը և հայ երգն ու պարը»). Ред. А. Енокян. Єреван, вид. «Комітас», 2008
- «Левон Маміконян. Музика, що супроводжує життя» («Լևոն Մամիկոնյան: Երժշտությունը` կյանքի ուղեկից») . Ред. А. Енокян. Єреван, вид. «Комітас», 2010
- «Самсон Гаспарян. Музикознавець і діяч» («Սամսոն Գասպարյան: Երաժշտագետն ու գործիչը»). Ред. М. Ароян, Упорядник архівних матеріалів Ц. Бекарян. Єреван, вид. «Комітас», 2010
- Спецредактор вірменського перекладу монографії Сергія Яковенка «Чарівна Зара Долуханова». — Єреван, вид. «Амроц Груп», 2009

## Родина
- Батько — Арцрун Арутюнян (1910—1994) — артист, директор Ленінаканського драматичного театру, народний артист Вірменської РСР
- Дядько — Вараздат Арутюнян (1909—2008) — історик вірменської архітектури, академік НАН Республіки Вірменія, заслужений діяч мистецтв Вірменської РСР
- Мати — Софія Акопян (1911—2003) — вчителька
- Чоловік — Лазар Сарьян (1920—1998) — композитор, педагог, народний артист СРСР
  - Донька — Сарьян Лусік Лазарівна (1969—1991) — піаністка
  - Донька — Сарьян Софія Лазарівна (нар.. 1971) — головний зберігач Будинку-музею М. Сар'яна
    - Онук — Давид Тігановіч Нерсесян (нар.. 1996)
    - Онука — Луск Тигранівна Нерсесян (нар.. 1999)
    - Онук — Еміль Тигранович Нерсесян (нар.. 2009)